# Bekatako
Bekatako est une localité du Cameroun, située dans l'arrondissement d'Ekondo-Titi, le département du Ndian et la Région du Sud-Ouest.

## Population
La localité comptait 147 habitants en 1968-1969 et 110 en 1972, principalement des Balue.
Lors du recensement national de 2005, on y a dénombré 493 personnes.

## Économie
Des mines d'or sont présentes sur le territoire de la localité.